# Johann Schencking (Domherr, † 1634)
Johann Schencking (* um 1600; † 17. März 1634 in Herbern) war Domherr in Münster.

## Leben
Johann Schencking war der Sohn des Godeke Schencking zu Bevern und dessen Gemahlin Anna von Valke zu Venhaus und gehörte zum Landadel. Ursprünglich kamen die Schenckings aus dem münsterischen Erbmännergeschlecht Schenckinck. Sie und die anderen Patrizierfamilien Münsters stellten jahrhundertelang die Mitglieder des Stadtrats, Bürgermeister und Stadtrichter. Etwa Mitte des 16. Jahrhunderts wechselten die Erbmännerfamilien in den Landadel. Diese Tatsache war für den Zutritt zum Domkapitel von Bedeutung, denn über Jahrhunderte hinweg wurde den Bewerbern aus den Erbmännerfamilien, so auch dem gleichnamigen Domherrn Johann Schencking, der Besitz einer Dompräbende streitig gemacht.
Mit seiner Aufschwörung auf die Geschlechter Schencking, Neuhoff, Valke und Canstein am 8. Januar 1626 nahm Johann eine münstersche Dompräbende in Besitz. Die Emanzipation folgte am 17. Juli 1627. Im Jahr darauf bat er zweimal um Urlaub für ein Studium in Italien. Ob er dieses dort absolvierte, ist nicht belegt. Am 17. März 1634 wurde er Opfer des Dreißigjährigen Krieges und starb bei Herbern. Seine Präbende fiel zurück an den Kurfürsten Ferdinand zur weiteren Vergabe.